# Bahetihan Huwatibieke
Bahetihan Huwatibieke (ur. 5 lutego 1987 roku) – chiński zapaśnik walczący w stylu wolnym. Zajął dwunaste miejsce na mistrzostwach Azji w 2013. Piąty na igrzyskach wojskowych w 2019 i dziesiąty w 2015. Brązowy medalista wojskowych MŚ w 2013 roku.